# Orden Hospitalaria de San Juan de Dios (Provincia de España)
La  Orden Hospitalaria de San Juan de Dios (Provincia de España)  es la división española de la organización internacional asistencial conocida como Orden Hospitalaria de San Juan de Dios (OHSJD) y cuya misión fundamental es curar y cuidar a las personas más desfavorecidas. La Orden Hospitalaria de San Juan de Dios, de acuerdo a su Carta de Identidad, actúa bajo el concepto de hospitalidad, que se centra en la acogida, promoción de la salud, y compromiso con las personas más vulnerables.
En el año 2021, la Orden reorganizó su división territorial, fusionando los tres territorios de gestión existentes hasta entonces en España:  la Provincia de Aragón, la Provincia Bética y la Provincia de Castilla, para formar una sola estructura, la Provincia San Juan de Dios España. La Orden en España, cuenta con 80 centros asistenciales y 15.000 profesionales que atienden anualmente a cerca de un millón de personas. La labor asistencial es apoyada por 180 miembros de la orden y 3.500 voluntarios.

## Historia de la Provincia
La historia de la Orden Hospitalaria de San Juan de Dios se remonta al siglo XVI, tras la muerte de Juan de Dios en Granada. El Hermano Antón Martín emprendió un viaje que culminó con la fundación de hospitales en Madrid, Córdoba, Sevilla y Lucena, y la obra se extendió por toda España, Italia y otros países europeos, especialmente en América del Sur.
En sus inicios, la familia hospitalaria no disponía de requisitos documentales, actuaba sin regla ni legislación, hasta que en 1571 el Papa Pio V promulgó la bula Licet ex debito, por la que se rige la Congregación de los Hermanos de Juan de Dios.
En 1586 el Papa Sixto V, mediante el breve Etsi pro debito, concedió el grado de Orden a los Hermanos y se constituyó la Orden Hospitalaria de los Hermanos de Juan de Dios. En el Capítulo General convocado inmediatamente se designó el hospital de San Juan de Calibita (Roma) como sede de la Orden, y se decidió la división de la misma en dos Provincias, España e Italia. Fue elegido prior general el padre Pedro Soriano.
En 1592 el Pontífice Clemente VIII suspendió la categoría de Orden, volviendo a los Hermanos de San Juan de Dios a su situación legal anterior "por ser los afiliados a la institución personas de condición modesta y de escasa cultura".
A principios del siglo XVII las congregaciones hospitalarias de España e Italia adquirieron la categoría definitiva de Orden, y se publicaron las primeras Constituciones siguiendo la regla de San Agustín.A fines del siglo XVIII existen en la península ibérica cuatro extensas provincias: Granada, Castilla, Sevilla y Portugal, con 75 hospitales, más de 2.000 camas y cerca de 700 religiosos a su cuidado).

En la España del siglo XIX la institución entró en declive absoluto, hasta su desaparición total por causas políticas y por las guerras y levantamientos: la guerra de la Independencia y las sucesivas revoluciones e inestabilidad política significaron diversas desamortizaciones, un clima de anticlericalismo y el viraje hacia el liberalismo anticlerical a partir de 1834, en plena regencia de María Cristina, madre de Isabel II.
En 1836 el Gobierno expropió los bienes pertenecientes a las corporaciones religiosas y en 1850 murió el último prior general español, el padre José Bueno.
Así, a lo largo de sus casi cinco siglos de historia, la Orden Hospitalaria ha sido suprimida por motivos políticos y ha resurgido en diversas ocasiones. La última restauración de la Orden en España fue a cargo de san Benito Menni, religioso hospitalario que vino de Italia enviado por el Papa Pío IX y el General de la Orden Juan María Alfieri. Esta restauración comienza con la fundación del primer hospital de San Juan de Dios en Barcelona en el año 1867 y le siguen diversos centros dedicados al servicio de los enfermos mentales y niños con discapacidades. En 1934 la Orden gestionaba más de veinte hospitales y en menos de treinta años llegó a contar con cerca de ochenta centros en España, Latinoamérica y África. En el Capítulo General celebrado en Roma (1934) se aprobó  la división provincial de España en tres Provincias, bendecida por el Pontífice Pío XI.
Y así hasta la celebración del V Capítulo Interprovincial de la Orden en España en el que se aprobó la creación de una Provincia única para España en el año 2020. A causa de la pandemia, la decisión se pospuso hasta 2021. La constitución de la Provincia de San Juan de Dios de España se celebró el 16 de marzo de 2021 en la Basílica San Juan de Dios de Granada, celebrándose su primer Capítulo en mayo de 2022.[cita requerida]

## Actuación de la Orden Hospitalaria en España
La Orden de San Juan de Dios ha desarrollado y adaptado diversos proyectos socio-sanitarios a lo largo de la historia en función de las necesidades de cada época. 
La Orden es conocida por su dedicación a atender cualquier enfermedad, trastorno o necesidad sociosanitaria a cualquier persona de cualquier edad, desde la gestación hasta la etapa final de la vida. Su presencia se extiende a una amplia gama de entornos sanitarios, incluyendo hospitales, centros de atención a la discapacidad, de atención a la salud mental, centros para personas mayores, centros de atención social, universidades y centros de formación profesional en la rama sanitaria y social, y centros para la investigación.
La realidad actual de la Provincia se visualiza a partir de centros asistenciales, hospitales, centros de salud, servicios sociales, y comunidades de religiosos. Se trata de centros plurales con un compromiso social compartido en muchos casos con otras Instituciones de carácter público, eclesial o privadas con las que existe una afinidad en la motivación y una visión compartida. Los centros de la Provincia por ámbitos:
En las distintas comunidades autónomas, la  Orden cuenta con centros hospitalarios, de asistencia social a los más vulnerables, establecimientos de salud mental, centros para discapacitados, residencias de mayores, centros docentes y de investigación, una casa de espiritualidad y un Archivo Museo.

### Centros asistenciales y hospitalarios
Centro Asistencial San Juan de Dios de Málaga; Hospital Fundación San José de Madrid; Hospital San Juan de Dios de Burgos; Hospital San Juan de Dios de Córdoba; Hospital San Juan de Dios de León; Hospital San Juan de Dios de Pamplona; San Juan de Dios de Santa Cruz de Tenerife (Tenerife); Hospital San Juan de Dios de Santurtzi (Vizcaya); Hospital San Juan de Dios de Sevilla; Hospital San Juan de Dios del Aljarafe de Bormujos (Sevilla); Hospital San Juan de Dios - Zaragoza; Hospital San Juan Grande de Jerez de la Frontera (Cádiz); Hospital San Rafael de Granada; Hospital Universitario San Rafael de Madrid; Hospital San Juan de Dios de Esplugas de Llobregat; Hospital Sant Joan de Déu de Palma en Inca (Baleares); Hospital Santa Clotilde de Santander y Parc Sanitari Sant Joan de Déu de Sant Boi de Llobregat (Barcelona).

### Albergues, comedores sociales y centros de acogida
Albergue San Juan de Dios de Madrid; Albergue Santa María de la Paz de Madrid; Centro de acogida San Juan de Dios de Málaga; Comedor Social San Juan de Dios de Granada; Economato Social San Juan Grande de Jerez de la Frontera (Cádiz); Fundació Germà Tomàs Canet Llar SJD de Manresa (Barcelona);Fundació Sant Joan de Déu Serveis Socials Mallorca de Palma (Baleares); Fundación Jesús Abandonado de Murcia; Hogar municipal del Transeúnte de León ; Sant Joan de Déu Serveis Socials de Barcelona; Sant Joan de Déu Terres de Lleida; Sant Joan de Déu València; y los Servicios Sociales San Juan de Dios de Sevilla.

### Centros de salud mental
Centro Asistencial San Juan de Dios de Málaga; Centro Asistencial San Juan de Dios de Palencia; Centro San Juan de Dios de Ciempozuelos; Clínica Nuestra Señora de la Paz de Madrid; Hospital San Juan de Dios de San Sebastián; Hospital San Juan de Dios de Mondragón (Guipúzcoa), Hospital Sant Joan de Déu Barcelona, Esplugas de Llobregat (Barcelona);  Parc Sanitari Sant Joan de Déu en Sant Boi de Llobregat (Barcelona) y Sant Joan de Déu Terres de Lleida.

### Centros de discapacidad
Centro Psicopedagógico San Juan de Dios de Santa Cruz de Tenerife;  Centro San Juan de Dios de Valladolid; Ciudad San Juan de Dios de Alcalá de Guadaira (Sevilla); Ciudad San Juan de Dios de Las Palmas de Gran Canaria; Colegio Educación Especial Hospital Universitario San Rafael de Madrid; Colegio Educación Especial San Rafael de Granada; Fundació Benito Menni CET El Pla de Almacelles (Lérida); Fundació Benito Menni CET Intecserveis de Sant Boi de Llobregat (Barcelona); Fundació Germà Tomàs Canet de Sant Boi de Llobregat, Barcelona y Lleida; Fundación Tutelar San Juan de Dios-Bética de Madrid; Hogar San Juan de Dios de Granada; Hogar y Clínica San Rafael de Vigo (Pontevedra); Sanatorio Marítimo de Gijón; Fundación Padre Miguel García Blanco (Mayores, Discapacidad y Salud Mental) de Sevilla; Centro Especial de Empleo La Paz S.L.de Alcalá de Guadaira (Sevilla); Centro Especial de Empleo San Juan de Dios Ciempozuelos  (Madrid) y el Centro Especial de Empleo San Juan de Dios de Valladolid.

### Residencias de mayores
Fundació Germà Tomàs Canet de Barcelona; Fundació d’Atenció a la Dependència Sant Joan de Déu de Barcelona; Residencia San Juan de Dios de Antequera (Málaga); Residencia San Juan de Dios de Granada; Residencia San Juan de Dios de Madrid; Residencia San Juan de Dios de Sevilla; Residencia San Juan Grande de Jerez de la Frontera (Cádiz) y Sant Joan de Déu Terres de Lleida en Tremp (Lérida).

### Docencia e Investigación
Campus Docent Sant Joan de Déu en Sant Boi de Llobregat (Barcelona); Campus de Ciencias de la Salud San Rafael en Madrid ; Campus de Ciencias de la Salud San Juan de Dios en Ciempozuelos (Madrid); Campus Docente y de Investigación en Ciencias de la Salud San Juan de Dios en Bormujos (Sevilla); Centro de Formación Profesional de Ciempozuelos (Madrid); y el Centro San Juan de Dios Los Molinos en Madrid.
En cuanto a la investigación científica, ésta se desarrolla en: Fundació de recerca Sant Joan de Déu de Esplugues de Llobregat (Barcelona) y en la Fundación San Juan de Dios de Madrid.

### Centro de espiritualidad y Archivo-Museo
Además, la Orden cuenta con un centro de espiritualidad y retiro, Hospitalia en Sant Antoni Vilamajor (Barcelona) y un Archivo- Museo de San Juan de Dios Casa de los Pisa en Granada.

## La Orden Hospitalaria
La Orden Hospitalaria de San Juan de Dios, cuyo origen se remonta al siglo XVI, está presente en  los cinco continentes. Está formada por 983 hermanos, más de 65.000 profesionales, 23.000 voluntarios y numerosos benefactores-donantes. Desde sus inicios los Hermanos de San Juan de Dios desarrollan y transmiten un proyecto de asistencia que ha variado mucho en sus formas y expresiones, pero que mantiene como eje central la acogida y atención a personas enfermas y necesitadas en todo el mundo. Esta predilección por las personas más vulnerables, sea a causa de su enfermedad o por su limitación de recursos, ha permitido la puesta en marcha y desarrollo de programas internacionales de acción social y de salud.

El valor central de la Orden Hospitalaria es la hospitalidad. Los valores asumidos por todos los centros de la Orden Hospitalaria en el mundo son: hospitalidad, calidad, respeto, responsabilidad y espiritualidad.

## El fundador: San Juan de Dios

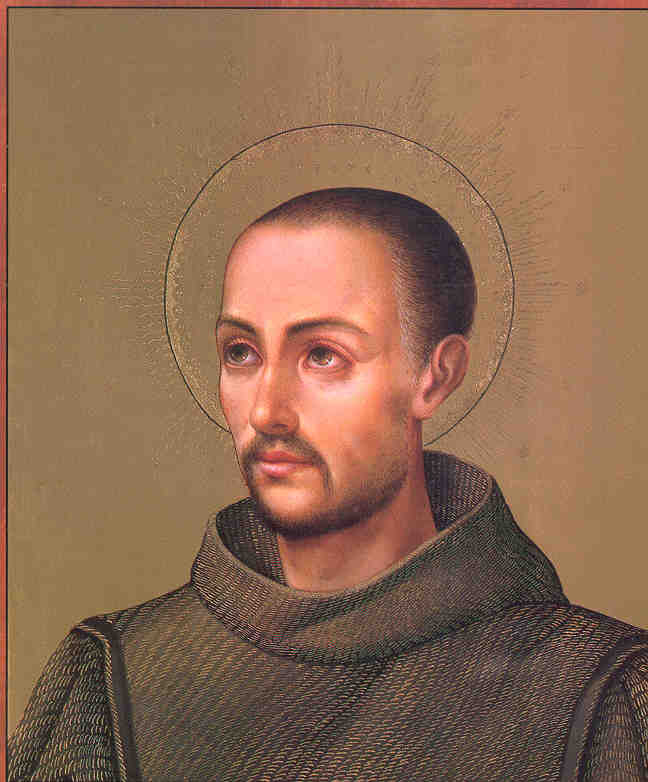
Juan Ciudad. San Juan de Dios

Se llamaba Juan Ciudad (o João Cidade, en su portugués natal), y había venido al mundo según la tradición el año 1495 en la población de Montemor o Novo, de la diócesis de Évora, en el reino de Portugal. Modernamente se cree que era de familia judía, y quizás por ahí se explique que a los ocho años es sacado de su casa paterna, y llevado a Torralba de Oropesa (en la actual provincia de Toledo), a la casa de un mayoral de nombre Francisco. El amo del ganado era un hidalgo de nombre Francisco Herruz, rigiendo el señorío de Oropesa durante la presencia de Juan Ciudad el II conde de Oropesa: Francisco Álvarez de Toledo y Pacheco.
A los 28 años de edad se alistó como soldado en las tropas del conde de Oropesa al servicio del emperador Carlos V y como tal asistió al sitio de Fuenterrabía. Abandonada la vida militar, volvió al dominio de Oropesa, para años más tarde unirse de nuevo a las tropas del conde que acudieron a socorrer Viena. Tras la retirada de los turcos, se licenciaron las tropas y Juan pasó primero a Flandes y luego por mar a España, dirigiéndose pronto a su pueblo natal portugués, donde encontró a un tío que le notificó la muerte de sus padres.  
De nuevo en España se instaló como pastor en una hacienda de Sevilla, de ahí pasó a Gibraltar y al poco a Ceuta, plaza donde Juan se ocupó como peón en la construcción de las murallas a fin de socorrer a una familia noble portuguesa. Vuelto a Gibraltar, desempeñó la profesión de vendedor de libros, para posteriormente marchar a Granada, donde se estableció en idéntico menester.
Su conversión religiosa y su enfervorizada opción por los más pobres hizo que fuese considerado como un loco, por lo que fue trasladado al Hospital Real de Granada, en el que Juan experimentó en su propia carne el cruel trato que recibían los enfermos. Es en este momento cuando nació la vocación de Juan de Dios de servir a los pobres cuando se encuentran en condiciones de máxima debilidad, carentes incluso de la salud física y mental.
Entre 1538-1539 Juan de Dios funda en Granada su primer hospital, un hospital revolucionario para su época, no solo por el trato y calor humano que los enfermos reciben de Juan y sus compañeros, sino también por los criterios que introduce, innovadores en aquella época como es la superación en atención al tipo de enfermedad y la atención a medidas higiénicas y de cuidados. 

Poco a poco comienza a contar con colaboradores que le permiten extender su actividad caritativa a otros ambientes, fuera de lo propiamente hospitalario. Se ocupa de los pobres y las prostitutas. En este período comienzan los discípulos, entre los primers Pedro Velasco, Simón de Ávila, Domingo Piola, Juan García y Antón Martín, que, después de su muerte, será cabeza visible y ejecutora del grupo hospitalario.
Muere el 8 de marzo de 1550 en el Palacio de los señores Pisa, que no permiten que muera en el Hospital de Gomeles, como era su ánimo, junto a sus pobres. Fue beatificado por el papa Urbano VIII el 1 de septiembre de 1630 y canonizado por el papa Alejandro VIII, el 16 de octubre de 1690. Fue nombrado santo patrón de los hospitales y de los enfermos.
En 1886 fue proclamado Patrono de los Hospitales y de los Enfermos. En 1930, Patrón de los Enfermeros y de sus Asociaciones. También Patrono del Cuerpo de Bomberos por su actuación durante la extinción de un incendio declarado en el Hospital Real de Granada, del que consiguió sacar ilesos a cuantos enfermos se encontraban en su interior.